# 반캠프식
반캠프식(Van Camp accounting)는 미국 공유재산법의 계산방법으로 공유재산을 이혼시 어떻게 분할하는 지에 대한 공식이다. 개별재산의 증가가  배우자의 능력에 의한 것이 아니라 개별재산의 특성에 의해 증가된 경우 개별재산에서 합리적인 분량의 인건비를 뺀 부분이 개별재산이 되는 방식이다.

## 같이 보기
- 공유재산법